# Liste der Kulturdenkmale in Tandel
In der Liste der Kulturdenkmale in Tandel sind alle Kulturdenkmale der luxemburgischen Gemeinde Tandel aufgeführt (Stand: 20. September 2022).

## Kulturdenkmale nach Ortsteil

### Bastendorf
| Bild           | Bezeichnung | Lage                               | Beschreibung | Stufe | Eingetragen seit |
| -------------- | ----------- | ---------------------------------- | ------------ | ----- | ---------------- |
| Weitere Bilder | Kirche      | Haaptstrooss (Karte)               |              | PCN   | 21. Juni 2017    |
|                | Gebäude     | 2, am Haff (Karte)                 |              | PCN   | 10. April 2020   |
|                | Gebäude     | 1A, 1B und 1C, Bleesmillen (Karte) |              | PCN   | 22. Januar 2021  |

### Bettel
| Bild           | Bezeichnung      | Lage                        | Beschreibung | Stufe | Eingetragen seit   |
| -------------- | ---------------- | --------------------------- | ------------ | ----- | ------------------ |
| Gebäude        | Gebäude          | 2, am Haff (Karte)          |              | PCN   | 26. September 2008 |
| Gebäude        | Gebäude          | 30, Kierchestrooss (Karte)  |              | PCN   | 26. September 2008 |
| Gebäude        | Gebäude          | 32, Kierchestrooss (Karte)  |              | PCN   | 11. Januar 2008    |
| Weitere Bilder | Kirche St-Hubert | Kierchestrooss (Karte)      |              | PCN   | 21. Juni 2017      |
|                | Gebäude          | 26, rue de l’Eglise (Karte) |              | IS    | 12. Januar 2018    |

### Brandenburg
| Bild                   | Bezeichnung               | Lage                       | Beschreibung | Stufe | Eingetragen seit   |
| ---------------------- | ------------------------- | -------------------------- | ------------ | ----- | ------------------ |
| Weitere Bilder         | Burgruine Brandenburg     | (Karte)                    |              | PCN   | 15. April 1936     |
| Weitere Bilder         | Kapelle                   | Haaptstrooss (Karte)       |              | PCN   | 21. Juni 2017      |
| Weitere Bilder         | Kirche Sts-Pierre-et-Paul | Schlapp (Karte)            |              | PCN   | 21. Juni 2017      |
| alte Mühle Brandenburg | alte Mühle Brandenburg    | 1b, rue Principale (Karte) |              | IS    | 24. September 1987 |
| Gebäude                | Gebäude                   | 22-A, Haaptstrooss (Karte) |              | PCN   | 26. März 2012      |
| ehemalige Molkerei     | ehemalige Molkerei        | Haaptstrooss (Karte)       |              | PCN   | 4. Mai 2016        |

### Fuhren
| Bild           | Bezeichnung       | Lage                   | Beschreibung | Stufe | Eingetragen seit |
| -------------- | ----------------- | ---------------------- | ------------ | ----- | ---------------- |
| Weitere Bilder | Kirche St-Étienne | Kierchestrooss (Karte) |              | PCN   | 2. März 2018     |

### Landscheid
| Bild           | Bezeichnung          | Lage                    | Beschreibung | Stufe | Eingetragen seit |
| -------------- | -------------------- | ----------------------- | ------------ | ----- | ---------------- |
| Weitere Bilder | Kreuzerhöhungskirche | Haaptstrooss (Karte)    |              | PCN   | 21. Juni 2017    |
|                | Gebäude              | 1, Haaptstrooss (Karte) |              | PCN   | 15. Juli 2020    |

### Longsdorf
| Bild           | Bezeichnung                | Lage              | Beschreibung | Stufe | Eingetragen seit |
| -------------- | -------------------------- | ----------------- | ------------ | ----- | ---------------- |
| Weitere Bilder | Kapelle St-Marc mit Klause | Marxbierg (Karte) |              | PCN   | 16. Februar 1939 |

### Tandel
| Bild           | Bezeichnung      | Lage                      | Beschreibung | Stufe | Eingetragen seit |
| -------------- | ---------------- | ------------------------- | ------------ | ----- | ---------------- |
| Bauernhof      | Bauernhof        | 3, Veianerstrooss (Karte) |              | PCN   | 27. Juli 2012    |
| Weitere Bilder | Kirchen Ste-Anne | Veianerstrooss (Karte)    |              | PCN   | 21. Juni 2017    |

### Walsdorf
| Bild           | Bezeichnung                 | Lage              | Beschreibung | Stufe | Eingetragen seit   |
| -------------- | --------------------------- | ----------------- | ------------ | ----- | ------------------ |
| Weitere Bilder | Kapelle St-Jean-Évangéliste | Gaardewee (Karte) |              | PCN   | 2. März 2018       |
|                | Archäologische Fundstätte   | Poschend (Karte)  |              | PCN   | 29. September 2021 |

Legende: PCN – Immeubles et objets bénéficiant des effets de classement comme patrimoine culturel national; IS – Immeubles et objets inscrits à l’inventaire supplémentaire

## Quelle
- Liste des immeubles et objets beneficiant d’une protection nationales, Nationales Institut für das gebaute Erbe, Fassung vom 12. September 2022, S. 121 (PDF)

- Karte mit allen Koordinaten:
- OSM |
- WikiMap